# Aeroporto da Corunha
O Aeroporto da Corunha (em galego Aeroporto da Coruña; em espanhol Aeropuerto de A Coruña - IATA: LCG, ICAO: LECO) é um aeroporto internacional no município de Culleredo que serve principalmente a cidade da Corunha, na Galiza, Espanha.